# Frézka

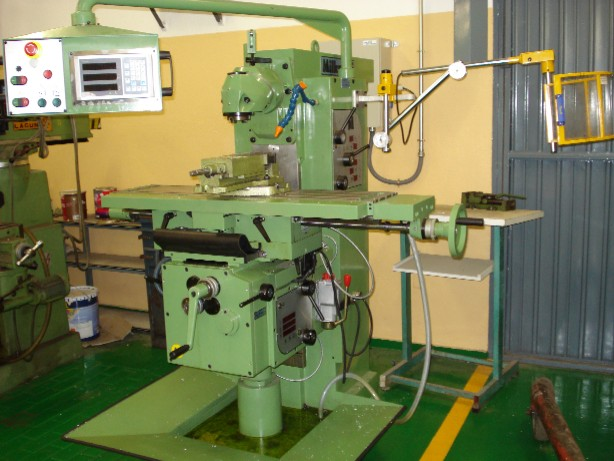

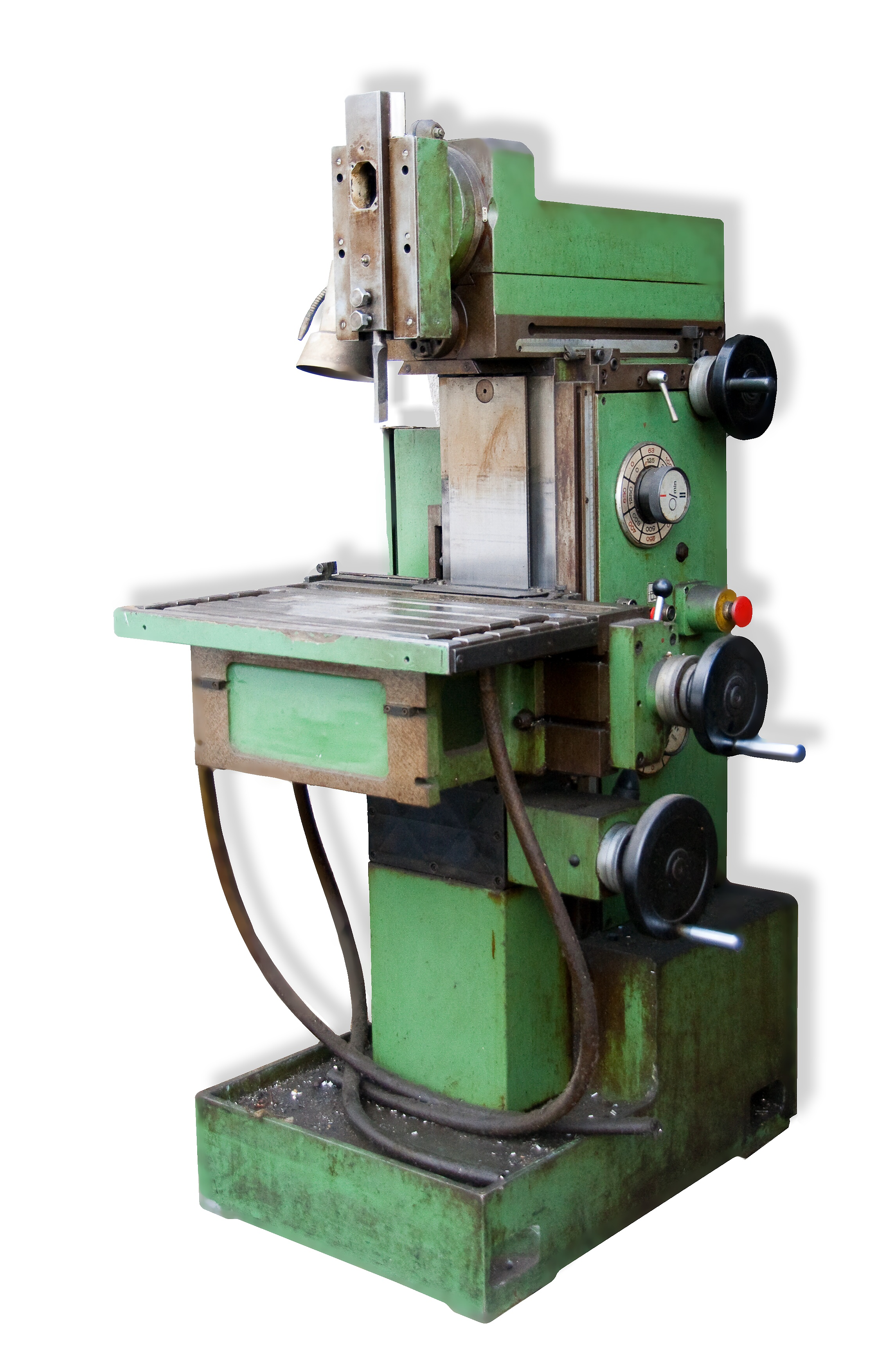
frézka s obrážecí hlavou

Frézka je obráběcí stroj určený k třískovému obrábění nazývanému frézování. Pomocí frézek se obrábí rovinné, šikmé, tvarové a při použití zvláštního příslušenství i rotační plochy a závity. Hlavním rotačním nástrojem, který používá frézka je fréza, jedná se obvykle o nástroj rotačně souměrného tvaru s více břity. Obráběná součást (hmotné těleso) se nazývá obrobek, ten pak obvykle nevykonává žádný rotační pohyb s výjimkou použití dělicího přístroje nebo otočného stolu. Jeho pohyb bývá nerotační a bývá prováděn prostřednictvím mechanického posuvu, který může být prováděn ručně nebo strojně. Strojní pohyb resp. posuv obrobku pak může probíhat hned v několika osách současně.

## Druhy frézek
- podle osy vřetene:
  - horizontální (vodorovné)
  - vertikální (svislé)
  - univerzální
- podle konstrukce:
  - konzolová
  - nástrojařská
  - portálová
  - odvalovací
  - na závity
- podle druhu řízení:
  - ruční
  - ruční s číslicovým odměřováním (NC numeric control)
  - počítačem řízené (CNC computer numeric control) – Tento druh frézek se také nazývá obráběcí centra, jelikož počítačová podpora umožňuje na těchto strojích provádět i jiné operace, nejen frézování.

## Hlavní části konzolové frézky
- Stojan a tělo frézky - slouží pro uložení asynchronního elektromotoru, převodovky a el. instalace, základna je dutá pro uložení chladicí kapaliny
- Vřeteník - slouží pro uložení vřetene, možnost natočení, vysunutí (pinola) někdy i pojezdu.
- Konzola - nese křížový stůl a posuvové skříně

## Horní frézka
Je jedním z druhů ručního elektrického nářadí. Používá se k opracování dřeva nebo plastů, popřípadě různých druhů deskových materiálů.
je možné využít i ve zlatnictví